# 임옥인
임옥인(한국 한자: 林玉仁, 1915년 6월 1일~1995년 4월 4일)은 대한민국의 소설가이고, 수필가 겸 대학 교수 및 교육인이다. 1939년에서부터 어언 52년 남짓 동안을 국내 거물 여성 작가로 문단에서 활약 후 1991년에 은퇴했다. 본관은 전주(全州). 호(號)는 영저(英姐). 일제 시대 함북 길주 생이다.

## 학력
- 함경남도 함흥 영생여자고등보통학교 졸업
- 일본 나라 여자고등사범학교 전문학사

## 이력
- 건국대학교 명예교수
- 건국대학교 가정대학장
- 대한소설가협회 부회장

## 생애
함경북도 길주군에서 출생하였고, 함경남도 함흥 영생여자고등보통학교 졸업을 거쳐 일본 나라여자고등사범학교(현 일본 나라 여자대학교)에서 전문학사 학위 취득을 하였다. 1939년 《문장》에 《봉선화》, 《고영》(孤影)으로 추천을 받으면서 처음 등단했고, 이듬해 1940년 《후처기》(後妻記)로 재차 추천을 받아 문단에 본격 데뷔한 뒤 이어 《전처기》(前妻記), 《산》(産) 등을 발표했다. 8·15 광복 후 가정여학교를 창설, 농촌여성 계몽운동에 투신했다. 월남 후 《부인신보》, 《부인경향》 편집장을 지내면서 단편 《수원》(愁怨), 《풍선기》(風船記), 《나그네》, 《낙과》(落果) 등을 발표했다. 그 후 《그리운 지대》(-地帶), 《월남전후》(越南前後), 《일상의 모험》, 《힘의 서정》 등의 장편을 발표했으며, 창작집 《후처기》를 간행했다. 1957년 《월남전후》로 아시아 자유 문학상을, 이후 대한민국 예술원상, 대한민국 여류문인상 등을 수상했다. 세련된 문체로 여성의 수난을 주제로 한 다수의 작품을 발표했다.

## 저서
- 《봉선화》
- 《고영》(孤影)
- 《후처기》(後妻記)
- 《전처기》(前妻記)
- 《산》(産)
- 《수원》(愁怨)
- 《풍선기》(風船記)
- 《나그네》
- 《낙과》(落果)
- 《그리운 지대》(-地帶)
- 《월남전후》(越南前後)
- 《일상의 모험》
- 《힘의 서정》
- 《사랑이 있는 거리》

## 가족 관계
- 아버지: 임희동(林熙東)
- 남편: 방기환(方基煥, 1923년 1월 16일 ~ 1993년 1월 9일. 극작가, 아동문학가, 소설가.)

## 수상
- 아시아 자유 문학상
- 대한민국 예술원상
- 대한민국 여류문인상